# Комиссия НАТО — Украина
Комиссия НАТО — Украина — комиссия НАТО, отвечающая за развитие отношений между НАТО и Украиной, и управление деятельностью по сотрудничеству между сторонами. Образована в 1997 году.

## Создание
Образована в соответствии с Хартией об особом партнерстве НАТО — Украина, подписанной главами государств и правительств Украины и стран НАТО 9 июля 1997 года в Мадриде.
Заявленная цель создания комиссии — применение положений Хартии, оценка развития отношений между НАТО и Украиной, анализ и планирование совместной деятельности, а также рекомендации в отношении улучшения или дальнейшего развития сотрудничества.

## Участники
В Комиссии представлены все страны-участницы НАТО и Украина. Комиссия проводит заседания на регулярной основе на уровне послов и военных представителей, а также периодические встречи на уровне министров иностранных дел, министров обороны и начальников штабов, и иногда — встречи в верхах.

## Назначение
Комиссия является форумом для консультаций между странами-участницами НАТО и Украиной по вопросам безопасности, представляющим общий интерес: ситуация в Афганистане, на Балканах, в Ираке, борьба против терроризма, замороженные конфликты, а также прочие региональные проблемы.
В декабре 2008 года министры иностранных дел стран-участниц НАТО приняли решение о дальнейшем укреплении работы Комиссии путем разработки Ежегодной национальной программы. Программа заменит ежегодные целевые планы, на основе которых проходило сотрудничество НАТО — Украина с момента утверждения Плана действий НАТО — Украина в 2002 году.
В рамках Комиссии были созданы совместные рабочие группы, призванные углублять сотрудничество по таким направлениям, как реформа обороны и безопасности, вооружения, экономическая безопасность, научные исследования и защита окружающей среды.
Комиссия проводит мониторинг деятельности по сотрудничеству в рамках участия Украины в программе «Партнёрство ради мира», а также в военной сфере в рамках Военного Комитета и в соответствии с Ежегодными рабочими планами Украины.